# Bolívar (Aragua)
Bolívar is een gemeente in de Venezolaanse staat Aragua. De gemeente telt 44.500 inwoners. De hoofdplaats is San Mateo.